# Dan Lam

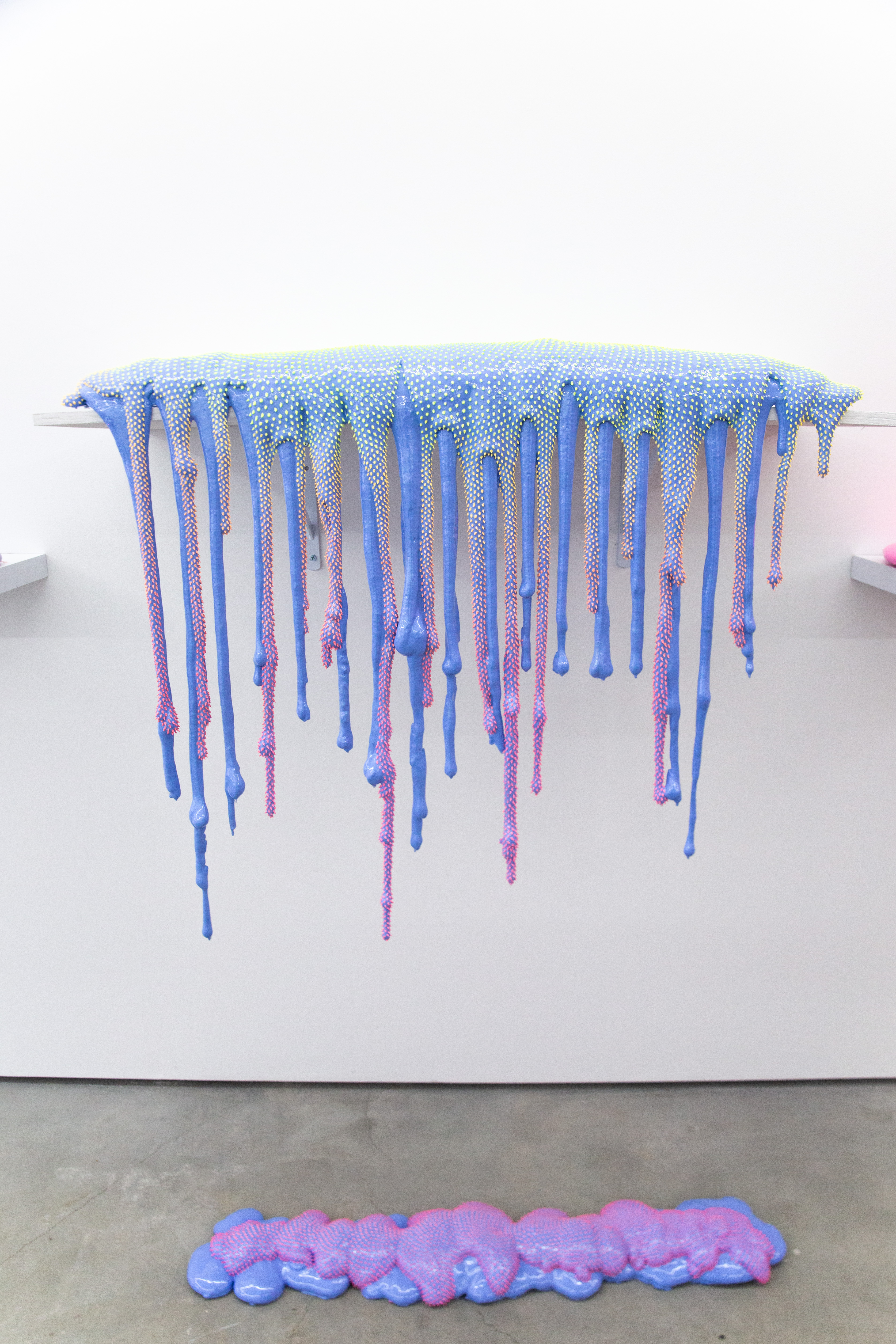
Un trabajo realizado con pasta de moldear que nos asemeja la forma de una medusa.

Dan Lam (Morón (Bataán), 28 de enero de 1988) es una escultora estadounidense-vietnamita. En la actualidad, vive y trabaja en Dallas. En sus esculturas, suele usar materiales poco tradicionales como poliuretano,  pintura acrílica o resina epóxica.

## Biografía
Nació y pasó sus primeros meses en un campo de refugiados de Filipinas, donde sus padres estaban asilados.
Se trasladaron más tarde a Houston, Texas, y Lam estudió diseño y pintura en la Universidad del Norte de Texas con un máster en la Universidad Estatal de Arizona.